# 시리아의 세계유산

시리아의 세계유산은 유네스코에서 지정한 시리아의 세계유산이다. 시리아는 1975년 8월 13일 유네스코 조약에 비준하여 6건의 문화유산을 보유하고 있다. 시리아 내전으로 인해 일부 문화재가 파괴되고 전쟁과 주변 정세의 긴박함을 이유로 유네코스에 등재된 모든 문화유산이 위험에 처한 세계유산으로 분류되었다.

## 목록

### 문화유산
| No. | 사진 | 등록명                    | 소재지              | 등록년도 | 등록기준               | 유네스코 지정번호 | 비고                          |
| 1   |      | 다마스쿠스 고대 도시      | 다마스쿠스주        | 1979년   | (ⅰ), (ⅱ), (ⅲ) (ⅳ), (ⅵ) | 20                | 위험에 처한 세계유산 (2013년) |
| 2   |      | 보스라 고대 도시          | 다라주              | 1980년   | (ⅰ), (ⅲ), (ⅵ)          | 22                | 위험에 처한 세계유산 (2013년) |
| 3   | 미선 | 팔미라 유적               | 홈스주              | 1980년   | (ⅰ), (ⅱ), (ⅳ)          | 23                | 위험에 처한 세계유산 (2013년) |
| 4   |      | 알레포 고대 도시          | 알레포주            | 1988년   | (ⅲ), (ⅳ)               | 21                | 위험에 처한 세계유산 (2013년) |
| 5   |      | 기사의 성채와 살라딘 요새 | 홈스주 라타키아주   | 2006년   | (ⅱ), (ⅳ)               | 1229              | 위험에 처한 세계유산 (2013년) |
| 6   |      | 북시리아의 고대 마을      | 알레포주 이들리브주 | 2011년   | (ⅲ), (ⅳ), (v)          | 1348              | 위험에 처한 세계유산 (2013년) |